# Alosa braschnikowi
Az Alosa braschnikowi a sugarasúszójú halak (Actinopterygii) osztályának heringalakúak (Clupeiformes) rendjébe, ezen belül a heringfélék (Clupeidae) családjába tartozó faj.

## Rendszertani besorolása
Az Alosa braschnikowit korábban a lagúnahering (Alosa maeotica) Kaszpi-tenger-i alfajának tekintették, Alosa maeotica brashnikovi néven.

## Előfordulása
Az Alosa braschnikowi elterjedési területe a Kaszpi-tenger és az őt környező öblök és folyótorkolatok.

## Megjelenése
Ez a halfaj általában 30 centiméter hosszú, de akár 50 centiméteresre is megnőhet. Mindkét állkapcsán, jól fejlett fogak találhatók.

## Életmódja
Az Alosa braschnikowi egyaránt kedveli a nyílt tengert, de a brakkvízet is. Nem anadrom faj, de azért élőhelyén vándorol. Főleg kisebb halakkal táplálkozik, de rákokkat, rovarokkat és puhatestűekket is fogyaszt.

## Szaporodása
Az ívási időszak, az alfajaitól függően változó; azonban a legtöbbjük tavasszal és nyáron, északra vándorol.

## Felhasználása
Az Alosa braschnikowi halfajt, ipari mértékben halásszák.